# Doug Ellis
Pour les articles homonymes, voir Ellis.
Herbert Douglas Ellis, dit Doug Ellis (né le 3 janvier 1924 à Hooton dans le comté de Cheshire et mort le 11 octobre 2018 à Royal Sutton Coldfield), est un entrepreneur britannique.
Il est connu pour avoir longtemps été le propriétaire de l'Aston Villa Football Club.

## Distinction
- Ordre de l'Empire britannique à titre civil Officier (OBE) en 2012[2].